# Лысьва
Лы́сьва — город краевого значения в Пермском крае России. Административный центр Лысьвенского городского округа.
Расположен на востоке края, на реке Лысьве, в 86 км к востоку от Перми. Площадь города 26,4 км², численность населения — 53 057 чел. (2023). Местность представляет собой широкую, глубоко врезанную долину. В центре города, на реке Лысьве, расположен пруд. Станция на железной дороге Калино — Кузино.
Указом Президента Российской Федерации от 10 сентября 2021 года городу было присвоено звание «Город трудовой доблести».

## Этимология
Название происходит от реки Лысьва, в свою очередь гидроним Лысьва происходит из коми-пермяцкого лыс — «хвойный», ва — «река», то есть «река, текущая по хвойному лесу».

## История
Лысьва как населённый пункт была известна уже в середине XVII века. Земли вокруг Лысьвы во второй половине XVIII века перешли по наследству дочери барона А. Г. Строганова — княгине В. А. Шаховской. В 1785 г. началось возведение чугунолитейного завода, разрешение на строительство которого было получено Шаховской в Пермской казённой палате. Этот год официально считается годом образования Лысьвы. Первую плавку домна дала 2 декабря 1787 г. По мере развития завода развивалось и селение, ставшее в XIX в. центром Лысьвенского заводского округа. В 1902 г., благодаря постройке железнодорожной ветки, соединившей Лысьву со станцией Калино Горнозаводской железной дороги, завод, производивший к тому времени железо из привозного чугуна, получил широкий выход на рынки страны.

### Лысьвенская забастовка и восстание на заводе (1914)
В начале XX века численность рабочих Лысьвенского завода резко возросла. В 1905 году на заводе было занято 2340 человек, в 1914 году — уже более 6000.
В 1914 году на Лысьвенском заводе вспыхнуло восстание. Его оценки у историков различны. Советские историки расценили его как выступление против мобилизации на Первую мировую войну. В 1990-е—2000-е годы историки заняли более осторожную позицию. О. С. Поршнева, а также С. П. Постников и М. А. Фельдман расценили это выступление как борьбу рабочих с заводской администрацией. Екатеринбургские историки А. В. Дмитриев и Н. Г. Павловский провели исследование документов восстания и подробно восстановили ход событий, опубликовав некоторые документы по нему.
Восстанию предшествовала забастовка на заводе, продолжавшаяся с 15 марта по 29 мая 1914 года. Бастующие требовали: повысить подённую зарплату на 25 %, установить восьмичасовой рабочий день, оплаты сверхурочных работ в двойном размере, отменить штрафы, оплатить забастовочные дни, улучшить санитарно-гигиенические условия труда, обеспечить рабочих бесплатным выгоном для скота, льготными условиями для пользования сенокосом и снабжения дровами. Сыграл свою роль и жилищный вопрос, так как одним из требований было дать либо квартиры, либо «квартирные деньги» (одиноким по 5 рублей, семейным по 10). Администрация согласилась частично удовлетворить требования, но забастовка продолжилась. Масла в огонь подлило поступившее в апреле 1914 года известие о том, что собственник завода, компания АО «Лысьвенский горный округ наследников графа П. П. Шувалова», приняла решение выдать наградные деньги заводским служащим, а также сделать благотворительное пожертвование на сумму в 350 тысяч рублей. С 29 мая 1914 года бастующие стали выходить на работу.
18 июля 1914 года была объявлена мобилизация и рабочим завода стали выдавать расчёт. Со всего округа призывалось 714 человек. Мобилизованные потребовали также выплатить им дополнительно двухнедельную зарплату, что было выполнено управляющим заводом К. М. Добровольским. Также было исполнено требование выдать мобилизуемым такое же пособие, как в 1904 году во время Русско-японской войны. Рабочие потребовали выдать им 350 тысяч рублей, пожертвованных на благотворительные цели наследниками П. П. Шувалова. Начались беспорядки, в ходе которых были убиты 10 полицейских и служащих, в том числе управляющий Лысьвенским округом А. И. Онуфрович. Пермский губернатор И. Ф. Кошко прислал отряд из 32 стражников, были произведены аресты.

### Советский период
5 апреля 1926 года постановлением Президиума ВЦИК Лысьве был присвоен статус города. После окончания Великой Отечественной войны в Лысьве началось развитие машиностроения, лёгкой промышленности. В 1952 году начал производство продукции Лысьвенский турбогенераторный завод. В 1950-е гг. застраивается центр города.
18 июня 1954 года были упразднены сельсоветы: 2-й Ломовский (территория передана в Залеснинский сельсовет), Власовский (территория передана во Круголожский сельсовет), Паинцевский (территория передана в новообразованный Оленевский сельсовет) и Соинский (территория передана в новообразованный Оленевский сельсовет).
В 1960—1980-х годах город расширил свои границы за счёт строительства новых жилых микрорайонов. В 1970—1980-х годах на берегу Травянского пруда были снесены частные дома, а на их месте разбит детский парк. В 1987 году город был награждён орденом «Знак Почёта».

### Наши дни
Сегодня Лысьва — один из важнейших промышленных и культурных центров Прикамья (5-е место по объёму промышленной продукции).
С декабря 2004 до 1 декабря 2011 года Лысьва являлась административным центром Лысьвенского муниципального района и Лысьвенского городского поселения в его составе.

## Население
| 1926    | 1931    | 1939    | 1959    | 1962    | 1963    | 1967    | 1970    | 1973    | 1976    | 1979    | 1982    |
| ------- | ------- | ------- | ------- | ------- | ------- | ------- | ------- | ------- | ------- | ------- | ------- |
| 27 300  | ↗50 700 | ↗51 000 | ↗72 989 | ↗76 000 | ↗77 300 | ↗79 000 | ↘72 762 | ↗74 000 | →74 000 | ↗74 976 | ↗75 000 |
| 1986    | 1987    | 1989    | 1992    | 1996    | 1998    | 2000    | 2001    | 2002    | 2003    | 2005    | 2006    |
| ↗77 000 | →77 000 | ↘76 614 | ↗78 200 | ↘76 500 | ↘75 500 | ↘75 200 | ↘74 700 | ↘71 148 | ↘71 100 | ↘70 300 | ↘69 600 |
| 2007    | 2008    | 2009    | 2010    | 2011    | 2012    | 2013    | 2014    | 2015    | 2016    | 2017    | 2018    |
| ↘69 200 | ↘68 600 | ↘68 137 | ↘65 918 | ↘65 900 | ↘65 069 | ↘64 430 | ↘64 038 | ↘63 558 | ↘63 083 | ↘62 592 | ↘61 752 |
| 2019    | 2020    | 2021    | 2023    |         |         |         |         |         |         |         |         |
| ↘60 947 | ↘60 310 | ↘53 855 | ↘53 057 |         |         |         |         |         |         |         |         |

На 1 января 2025 года по численности населения город находился на 308-м месте из 1124 городов Российской Федерации.
За последние годы происходит снижение естественного прироста населения, в 1991 г. количество родившихся равнялось количеству умерших. В 1989—1991 годах наблюдался миграционный прирост населения.
Национальный состав
По итогам переписи 1989 г. в Лысьве по числу жителей преобладают русские (92,3 %), вторая по численности населения национальность — татары (4,8 %), численность населения других национальностей не превышает 1 %.
Гендерный состав
Характерно незначительное преобладание женского населения (52,8 %). В 1989 г. доля трудоспособного населения составляла 50,7 %.
Занятость
Большинство населения занято в промышленности и предпринимательской деятельности, сфере торговли и услуг.

## Экономика
Ведущими отраслями в структуре народного хозяйства города являются машиностроение и металлообработка, лёгкая промышленность, представлены также промышленность по производству стройматериалов, предприятия, перерабатывающие сельскохозяйственную продукцию. Объём отгруженных товаров собственного производства, выполненных работ и услуг собственными силами по предприятиям обрабатывающих производств (по фактическим ценам) за 2008 год составил 11,8 млрд рублей, за 2018 год 28,0 млрд рублей.
Основные промышленные предприятия
- ООО «ММК — Лысьвенский металлургический завод» (ООО «ММК-ЛМЗ») производит листовой прокат, электролитически оцинкованную сталь с полимерными покрытиями.
- «Лысьванефтемаш» (принадлежит компании «Борец») производит с 1992 года оборудование для нефтедобычи (погружные электродвигатели и гидрозащиты). Выручка за 2019 год 1,85 млрд рублей[33][34].
- «Электротяжмаш-Привод» — производство турбогенераторов мощностью 2,5—160 тыс. кВт и синхронных электродвигателей, выпускаются также электродвигатели для выкачивания из скважин питьевой воды, тяговые электродвигатели и генераторы для железной дороги и метрополитена. В 2008—2011 гг. занимал 28—35 % российского рынка[35].
- «Урал-ПАК» — производитель электротехнической продукции, кабелей, вентиляторов, светотехники. Работает с 2002 года, в 2021 году выкупил часть мощностей чулочно-перчаточной фабрики. Выручка за 2019 год 834 млн рублей[36].
- Лысьвенский завод бытовой техники — выпускает электрические и газовые плиты в количестве 120—130 тыс. штук в год. Основан в 1960 году[37].
- Лысьвенский завод эмалированной посуды — производит кастрюли, миски, тарелки, кружки, работает на экспорт. Отделился от ЛМЗ в 2000-х гг. Выручка за 2020 год 1,46 млрд рублей[38][39].
- ООО «ИНСТА» — производство полимерных изоляторов, входит в производственное объединение «ФОРЭНЕРГО».

## Транспорт
Лысьва расположена в непосредственной близости от пересечения автодороги областного значения Кунгур — Соликамск, связывающей восток области с краевым центром (г. Пермь), и железной дороги Калино — Кузино.
Город имеет прямое автобусное сообщение с городами Пермь, Горнозаводск, Гремячинск, Губаха, Кунгур, Чусовой, Соликамск и Екатеринбург.
С 5 октября 1989 г. отправление автобусов осуществляется от новой автостанции.
Развито внутригородское автобусное сообщение (10 основных маршрутов). Основным видом городского транспорта становится такси — в Лысьве автоуслуги осуществляют более десятка частных такси-компаний.
Через Лысьву проходит однопутная неэлектрифицированная железнодорожная линия Калино — Кузино, построенная в 1915—1916 гг. и являющаяся частью направления Чусовская — Калино — Кузино — Дружинино — Бердяуш — Бакал, называемого также Западно-Уральской ж-д.
До краевого центра ежедневно курсирует пригородный поезд. С лета 2011 г. движение осуществляется на новом рельсовом автобусе РА2, который существенно отличается от прежнего лысьвенского пригородного поезда, состоявшего из плацкарта, вагонами с нутром самолётного типа. В трёх вагонах всего 600 мест — 222 посадочных места и 378 стоячих. Кроме того, рельсовый автобус оснащён двойными оконными стеклопакетами, тепло- и звукоизоляцией, системой принудительной вентиляции, контрольно-диагностической системой управления, надёжными тормозами и автоматической системой тушения пожара. С 20 июля 2011 г. время в пути в одну сторону составляет 3 часа. В перспективе в поезде планируется запустить бесплатный Wi-Fi и мобильную библиотеку.
Кроме этого, через станцию Лысьва ежедневно проходят пригородные поезда Чусовская — Кын и Чусовская — Кузино. Сквозное пассажирское сообщение по всему направлению прекращено в 1994 году с отменой единственного пассажирского поезда Чусовская — Бакал. Также исчезли прицепные вагоны Лысьва — Москва, курсировавшие с пригородным поездом Лысьва — Пермь.
До 1991 года функционировал пассажирский аэропорт «Лысьва» с взлётно-посадочной полосой 1500 метров, способный принимать Як-40 и самолёты классами ниже, а также все виды вертолётов. Сейчас используется нефтяниками и газовиками для завода «Лысьва-Нефтемаш» и разработки Лысьвенского нефтегазового месторождения. Также на аэродроме проводятся авиашоу ЛА и СЛА — фестиваль «Взлётка».

## Климат
- Среднегодовая температура воздуха — 1,2 °C
- Относительная влажность воздуха — 72,9 %
- Средняя скорость ветра — 3,2 м/с

| Показатель                            | Янв.  | Фев.  | Март | Апр. | Май | Июнь | Июль | Авг. | Сен. | Окт. | Нояб. | Дек.  | Год |
| ------------------------------------- | ----- | ----- | ---- | ---- | --- | ---- | ---- | ---- | ---- | ---- | ----- | ----- | --- |
| Средняя температура, °C               | −13,9 | −12,9 | −6,6 | 0,9  | 9,7 | 16,1 | 18,0 | 14,2 | 8,4  | 1,1  | −8,6  | −13,3 | 1,2 |
| Источник: NASA. База данных RETScreen |       |       |      |      |     |      |      |      |      |      |       |       |     |

## Социальная сфера
По уровню развития социальной инфраструктуры город занимает одно из ведущих мест в области, но в целом степень её развития далека от оптимальной.
В апреле 1992 г. в муниципальной собственности города насчитывалось 40 магазинов, в том числе крупнейшие — универмаг «Центральный» и 2 универсама, 11 кафе, ресторан, 9 предприятий бытового обслуживания, гостиница. В 1992 г. обязательной приватизации подлежало 23 магазина, большинство предприятий службы быта. В течение последующих лет в Лысьве появилось большое количество предпринимателей, занимающихся торговлей. Предпринимателей, занятых производством, практически нет.
В городе имеется несколько гостиниц:
- «Ассоль»
- «Виктория»
- «Антураж»
- «Лысьва»
- «Подорожник»

Работает телерадиоцентр. На телеканалах транслируются местные новости и реклама.
Для занятий спортом и для отдыха в окрестностях Лысьвы построен горнолыжный комплекс. На берегу Лысьвенского пруда имеется недавно восстановленный дом отдыха «Сокол». В центральной части города находится стадион металлургов.

### Образование
В Лысьве находятся 19 общеобразовательных школ, вспомогательная школа, медицинское училище, политехнический колледж (бывший электромашиностроительный техникум), общетехнический факультет Пермского национально-исследовательского политехнического университета (специальности — технология машиностроения, электропривод и автоматизация промышленных установок). В городе имеется детско-юношеская спортивная школа, на станции юных натуралистов и на станции юных техников занимается более 250 детей, однако данные учреждения не имеют собственных типовых зданий.

### Религия
В городе действует приход Русской православной церкви (Иоанно-Богословская церковь). В центре города, на площади Революции построен Свято-Троицкий храм вместительностью более 1500 верующих. Также в Лысьве имеются мечеть и старообрядческий храм.

## Культура
Город Лысьва — один из культурных центров области, ставший известным благодаря, прежде всего, драматическому театру имени А. А. Савина. Театр существует с 1944 г. Муниципальный драматический театр Лысьвы (этот статус он получил в 1992 г.) — единственный профессиональный театр на востоке области.
Важным учреждением культуры является Лысьвенский культурно-деловой центр. Это самая большая концертная площадка города. На сцене ЛКДЦ проходят календарные и профессиональные праздники, организуются концерты, спектакли известных артистов страны.
В Лысьве имеются библиотеки (в центральной, рассчитанной на 100 тыс. томов, хранится 190 тыс. книг), Дворец творчества детей и юношества, детская школа искусств (отделения: музыкальное, хореографическое, художественное, хоровое), музыкальная школа (классы: баян, виолончель, фортепиано, домра, скрипка, балалайка).
В 2009 году начала свое действие программа «Лысьва — месторождение культуры», благодаря которому в Лысьве реставрируется дом Шувалова, долгое время находившийся в аварийном состоянии, восстанавливается Свято-Троицкий храм в центре города, а также проводятся озеленительные работы.
В городе имеются музеи:
- Музей связи
- Лысьвенский городской музей с музеем каски
- Музеи заводов ОАО «Привод», ОАО АК «ЛМЗ»
- Музей эмали ОАО «Лысьвенский завод эмалированной посуды»

## Достопримечательности
Лысьва — город компактной застройки. В центре города сохранились дома, построенные в XIX и в начале XX века, а также заводская плотина (построена в 1786 году) — памятник русской промышленной архитектуры.
Памятники архитектуры
- Дом купца Ярославцева (улица Кирова, 4)
- Дом купца Буктемирова с типографией (улица Кирова, 10)
- Жилой дом служащего завода (улица Луначарского, 1)
- Дом графа Шувалова (улица Мира, 2)
- Народный дом, построенный на средства П. А. Шувалова, ныне Лысьвенский городской музей (улица Мира, 4)
- Здание церковно-приходской школы (улица Мира, 6)
- Ремесленное училище, ныне Лысьвенский театр драмы (улица Мира, 31)
- Дом управляющего заводом (Набережная улица, 25)
- Заводская контора (улица Революции, 5)
- Профессионально-технический комбинат (улица Революции, 15)
- Банк (улица Смышляева, 15)
- Дом купцов Шиловых с торговыми лавками (улица Смышляева, 32 / улица Кирова, 11)
- Храм Иоанна Богослова (улица Смышляева, 94А)
- Дом для холостых при Лысьвенском заводе (Советская улица, 19)

Памятники, скульптуры, мемориалы
- Парк советской скульптуры «Щусевский квартал»
- Памятник П. П. Шувалову (площадь Революции)
- Мемориал воинской славы
- Памятник погибшим за Советскую власть на Урале (Театральный сквер)
- Памятник учащимся и учителям школы № 3, павшим на войне (улица Мира, сад у школы)
- Скульптура «Крылатые качели» (площадь Цветов)[41]

Ландшафтные
- Парк деревянного зодчества (улица Кирова)
- Городской парк имени А. С. Пушкина (улица Мира)
- Сквер у Свято-Троицкого храма
- Детский парк
- Площадь Цветов
- Гора Каланча
- Лысьвенский пруд (первый по площади в Пермском крае)
- Травянский, Болотинский, Ярославский пруды, Караськино озеро. В пригородной черте — Заимковский и Липовский пруды.

## Экологическая обстановка
Основным источником загрязнения атмосферы в черте города долгое время был мартеновский цех Лысьвенского металлургического завода (ЛМЗ). В 1991 году он выбросил в атмосферу 913,5 т пыли, 250 т окиси углерода, 141 т сернистого газа, 2950 т окислов азота. Наибольшему загрязнению подвергалась территория в радиусе 5 км, непоправимый ущерб наносился хвойным деревьям городских окрестностей. Однако после банкротства в 2001—2002 годах ЗАО «Уральский металл», созданного с участием иностранных инвестиций на базе этого мартена, экологическая обстановка в городе значительно улучшилась.
Река Лысьва загрязняется промстоками ЛМЗ и Лысьвенского завода тяжёлого электрического машиностроения «Привод» («Электротяжмаш-Привод»). 

## Известные люди, связанные с Лысьвой
- Крылатов, Евгений Павлович — советский и российский композитор, пианист. Автор музыки более чем к 160 фильмам и мультфильмам.
- Фёдоров, Святослав Николаевич — советский и российский офтальмолог, глазной микрохирург. С 1952—1955 годах жил в Лысьве, работая хирургом в местной больнице.
- Соснин, Эдуард Олегович — российский государственный деятель, глава города Перми с 28 августа 2023 года.
- Селиванов, Владимир Юрьевич — российский актёр, музыкант и инфлюенсер. Участник КВН. Наиболее известен по роли Вована в комедийном сериале «Реальные пацаны»
- Пермякова, Светлана Юрьевна — российская актриса, участница команды КВН «Парма» (Пермский край). В 1994—1998 годах — актриса Лысьвенского драматического театра.
- Курзанов, Сергей Юрьевич — советский и российский музыкант, певец и автор песен. Один из лидеров группы «Флаг».
- Смышляев, Александр Александрович — российский фристайлист, выступавший в могуле. Бронзовый призёр Олимпийских игр 2014 года в Сочи